# Neurotically Yours
Neurotically Yours jest serią tzw. animacji flashowych, stworzonych przez osobę kryjącą się pod pseudonimem illwillpress (tak naprawdę nazywa się on Jonathan Ian Mathers). Seria opowiada losy gothki o imieniu Germaine (głos: Dawn Bennett) oraz 4 wiewiórek (początkowo było ich 3, ale w międzyczasie powstała jeszcze jedna), z których najczęściej pojawia się Foamy.
Germaine jest fioletowowłosą dziewczyną dość trzeźwo patrzącą na świat. Uważa go za miejsce niesprawiedliwe i smutne. Podchodzi często krytycznie do niektórych rzeczy. Wkurza ją też, że faceci patrzą wyłącznie na kobiece ciało, zamiast zwracać uwagę na duszę (ona sama tego doświadcza, gdyż jest osobą dość urodziwą).
Foamy jest głośną i szybkomówiącą wiewiórką. Nie znosi on ludzi i uważa ich za głupie, żałosne małpy (choć na swój sposób lubi Germaine i nie mówi o niej tak źle, jak o reszcie). Często mówi o sobie "Pan i Władca" (oryg. "Lord & Master"). Czasem można go spotkać z innymi wiewiórkami, które są jego "przyjaciółmi" (dokładnie nie można określić więzi między nimi). Są to:
- Pilz-E: wiewiórka w okularach, która prawdopodobnie pije za dużo kawy (jak wynika z jednego z odcinków) i która musi wciąż brać leki na uspokojenie (ze względu na swoje zachowanie, przypominające trochę ekstremalny przypadek ADHD);
- Begley: wiewiórka-punk o angielskim pochodzeniu (można to wywnioskować z brytyjskiego akcentu);
- Liroy the Hatta': czarna wiewiórka, dla której wszyscy (prócz niej) są rasistami;

W serii występuje wiele epizodycznych postaci, z których najpopularniejszy jest adorator Germaine, któremu nie wychodzą miłosne zaloty. Jest też tam kilka znanych miejsc (czasem sparodiowanych), jak np. Star-Schmucks (parodia sieci kawiarni Starbucks).